# Enfermedad de Erdheim-Chester
La Enfermedad de Erdheim-Chester, también conocida como  síndrome de Erdheim-Chester o Histiocitosis Esclerosante Poliostótica, fue declarada una neoplasia histiocítica por la Organización Mundial de la Salud  (OMS) en 2016.

## Descripción de la enfermedad
La enfermedad de Erdheim Chester es una enfermedad extremadamente rara, que sucede al depositarse grasas, encuadrándose dentro del grupo de las xantogranulomatosis (grupo de xantogranulomas: tumores de granulaciones que contienen depósitos de grasas) lipoideas.
Se desconoce su causa, y se presenta con mucho menor frecuencia que otras histiocitosis como la histiocitosis X.

## Síntomas
Los síntomas pueden variar, desde una pérdida de fuerza focal, afecciones óseas como la esclerosis (endurecimiento de los tejidos) bilateral de la metáfisis (endurecimiento de los cartílagos de crecimiento largo), pérdida de reflejos en los nervios periféricos e incluso hasta sangrado interno y rectal.
Los pacientes presentan una signosintomatología que es progresiva, es decir, hay etapas definidas en las que aparecen determinados signos y síntomas.
La secuencia de estos hace suponer el diagnóstico:
Se comienza con diarrea hemorrágica. Sigue con: 
- Fallo cerebral, generalmente de la glándula pituitaria
- Fallo hepático
- Fallo renal
- Fallo cardíaco
- Dificultad respiratoria

Y si no es diagnosticada y tratada de inmediato conlleva la muerte del paciente.
Puede observarse tanto en niños como en adultos mayores.

## Afecciones en el interior del cuerpo
Dentro del cuerpo humano esta enfermedad se presenta como histiocitosis o lo que quiere decir que se filtran histiocitos (células que engloban cuerpos extraños o microorganismos facilitando su eliminación) dentro de los órganos vitales y comienzan a tratar de destruir las células adiposas que están pegadas a los tejidos, pero dañando al tejido en si.
Estos tumores lipídicos pueden infiltrarse incluso hasta las células suprarrenales, provocando que estas produzcan alguna hormona en exceso, como por ejemplo cortisol (hormona que participa del metabolismo) provocando un cuadro clínico similar al Síndrome de Cushing por el aumento de peso y la presencia de altos niveles de esta hormona en sangre.

## Diagnóstico
El diagnóstico de esta enfermedad es extremadamente difícil ya que es tan rara que puede que el médico ni siquiera sepa de la existencia de esta enfermedad.
Pero se diagnostica mediante infiltrados histiocitarios CD68 positivos, de cualquier tejido.
Pueden encontrarse masas cerebrales y cardíacas detectables mediante RMI y eco doppler, respectivamente.
También mediante hallazgos radiológicos como osteosclerosis simétrica de los huesos largos (quiere decir que en los huesos de mayor longitud del cuerpo hay un endurecimiento del tejido óseo de manera simétrica) y se confirma mediante la biopsia ósea, lo que quiere decir que se extrae una pequeña porción del hueso, se analiza y se confirma o se deniega esta enfermedad.
No olvidar establecer el diagnóstico diferencial con Histiocitosis y Esclerosis tuberosa. Ya que pueden presentar algunos síntomas en común.

## Tratamiento
Lo más frecuentemente recetado es la Prednisona.
Que actúa al cambiar la manera en la que funciona el sistema inmunitario.
Por lo general no existe respuesta de los granulomas a los tratamientos con inhibidores de la síntesis del colesterol ni con corticoides, aunque en algunas ocasiones se ha descrito cierta mejoría con el uso de estos últimos. La extirpación de los xantomas se realiza en caso de lesiones que provoquen obstrucción a nivel de la laringe, o por motivos puramente estéticos.

## La enfermedad en la T.V.
Esta enfermedad se pudo ver en un capítulo de la segunda temporada de Dr. House titulado All In (Jugárselo Todo) donde un niño de 6 años de edad presenta una serie de síntomas que corresponden a esta enfermedad como lo son sangrado rectal, falla hepática, falla renal, fallo cardíaco y falla respiratoria siendo esta la última etapa antes de que se llegue a la muerte. Tratando de proteger el hígado, por medio de la administración de varios fármacos indicados a tal efecto, la enfermedad se saltó los estadios intermedios entre el fallo hepático y el último estadio, el de la dificultad respiratoria, por lo que se redujo, accidentalmente, el tiempo de diagnóstico y tratamiento. Además del niño, también se menciona otro antiguo caso de una mujer mayor que falleció debido a esta enfermedad.
Al final del capítulo House resuelve el caso haciendo una biopsia a un pequeño trozo del tumor extraído, siendo este trozo el último disponible para diagnosticar entre varias posibilidades, con la prueba dando positiva a CD 68.